# Kamla Persad-Bissessar
Kamla Susheila Persad-Bissessar (ur. 22 kwietnia 1952 w Siparii) – trynidadzko-tobagijska polityk, była minister i prokurator generalna, liderka opozycji w latach 2006–2007 oraz ponownie w 2010. Przewodnicząca Zjednoczonego Kongresu Narodowego (UNC) od 2010. Premier Trynidadu i Tobago od 26 maja 2010 do 9 września 2015 oraz od 1 maja 2025, pierwsza kobieta na tym stanowisku.

## Życiorys
Kamla Persad-Bissessar urodziła się w 1952 w Siparii na wyspie Trynidad. Kształciła się w szkole średniej Iere HighSchool w Siparii. Następnie rozpoczęła studia prawnicze w Norwood Technical College w Londynie oraz na University of the West Indies w Monie na Jamajce i Cave Hill na Barbadosie, a także w Hugh Wooding Law School. W 2006 ukończyła studia MBA na Arthur Lok Jack Graduate School of Business na Trynidadzie.
W czasie studiów w Anglii pracowała jako wolontariuszka w kościelnej organizacji społecznej Church of England Children’s Society of London. Po ukończeniu nauki pracowała jako nauczycielka w St. Andrew High School w Kingston, a następnie jako wykładowca na University of the West Indies w Monie na Jamajce i w St. Augustine na Trynidadzie.
W 1987 zaangażowała się w działalność polityczną. W latach 1987–1991 wchodziła w skład Rady Hrabstwa St. Patrick. Od 1 listopada 1994 do 6 października 1995 zasiadała w Senacie z ramienia Zjednoczonego Kongresu Narodowego (United National Congress, UNC). W 1995 weszła w skład parlamentu z okręgu Siparia. Od listopada 1995 do lutego 1996 zajmowała stanowisko prokuratora generalnego i ministra spraw prawnych w gabinecie premiera Basdeo Pandaya. Następnie w jego rządzie pełniła kolejno funkcje: ministra spraw prawnych (luty 1996 – październik 1999), ministra edukacji (październik 1999 – grudzień 2000, styczeń–październik 2001) oraz prokuratora generalnego i ministra spraw prawnych (październik–grudzień 2001). Po utracie władzy przez UNC pozostawała deputowaną opozycji. Od 26 kwietnia 2006 do 7 listopada 2007 pełniła funkcję lidera opozycji parlamentarnej po tym, jak urzędu został pozbawiony Basdeo Panday z powodu nieprawidłowości w oświadczeniu majątkowym.
24 stycznia 2010 Kamla Persad-Bissessar została wybrana przewodniczącą UNC. W głosowaniu pokonała założyciela partii, Basdeo Pandaya. 25 lutego 2010 została formalnie mianowana liderem opozycji w parlamencie.
Przed wcześniejszymi wyborami parlamentarnymi w maju 2010 jej partia zawiązała koalicję wyborczą Partnerstwo Ludowe z czterema innymi partiami opozycyjnymi. W czasie kampanii wyborczej obiecywała walkę z rosnącą przestępczością, podniesienie poziomu rent i emerytur, bezpłatne komputery dla studentów, redukcję ubóstwa poniżej poziomu 20% (o 2% rocznie). W wyniku wyborów koalicja zdobyła 29 z 41 mandatów w parlamencie, z czego 22 mandaty przypadły UNC. Persad-Bissesar uzyskała tak wysoki wynik wyborczy dzięki przedwyborczej sytuacji na Trynidadzie i Tobago, gdzie odnotowano wysoki poziom korupcji, powszechną dostępność narkotyków, regularne wojny gangów. Szerzona przez poprzednika, Patricka Manninga, korupcja oraz obojętność części społeczności na trudną sytuację wśród swoich sąsiadów miały przyczynić się do tak spolaryzowanego końcowego wyniku. Po zwycięstwie Persad-Bissessar zapowiedziała, że jej rząd nie dopuści do dominacji w kraju jednej grupy etnicznej lub klasy społecznej. 26 maja 2010 została oficjalne zaprzysiężona na stanowisku szefa rządu. Została pierwszą kobietą w historii kraju, która objęła ten urząd.
W 2015, po porażce swojego ugrupowania w wyborach parlamentarnych, zakończyła urzędownie na stanowisku premiera i po raz trzeci została liderką opozycji. W następstwie zwycięstwa UNC w wyborach w 2025, ponownie stanęła na czele rządu.
Kamla Persad-Bissessar jest zamężna, ma jednego syna.